# شيخ هابيل (مقاطعة تشرام)
شيخ هابيل (بالفارسية: شیخ هابیل) هي قرية تقع في قسم بشتة ذيلايي الريفي (مقاطعة تشرام) في إيران. يقدر عدد سكانها بـ 90 نسمة بحسب إحصاء 2016.